# Danny Granger
Danny Granger, Jr., född 20 april 1983 i New Orleans i Louisiana, är en amerikansk basketspelare. Danny Granger spelar för Miami Heat i NBA som small forward.

## Lag
- Indiana Pacers (2005–2014)
- Los Angeles Clippers (2014)
- Miami Heat (2014–2015)